# (200238) 1999 VA55
(200238) 1999 VA55 es un asteroide perteneciente al cinturón de asteroides, descubierto el 4 de noviembre de 1999 por el equipo del Lincoln Near-Earth Asteroid Research desde el Laboratorio Lincoln, Socorro, Nuevo México.

## Designación y nombre
Designado provisionalmente como 1999 VA55.

## Características orbitales
1999 VA55 está situado a una distancia media del Sol de 2,703 ua, pudiendo alejarse hasta 3,238 ua y acercarse hasta 2,168 ua. Su excentricidad es 0,197 y la inclinación orbital 14,20 grados. Emplea 1623,66 días en completar una órbita alrededor del Sol.

## Características físicas
La magnitud absoluta de 1999 VA55 es 15,6.